# Passeport soudanais
Le passeport soudanais est un document de voyage international délivré aux ressortissants soudanais, et qui peut aussi servir de preuve de la citoyenneté soudanaise.

## Liste des pays sans visa ou visa à l'arrivée
Le passeport soudanais occupe la 93e place selon le classement mondial 2025 de Passport Index, partageant cette place avec la République démocratique du Congo. Les détenteurs d'un passeport soudanais peuvent voyager sans visa vers :
- La Barbade
- Le Bénin
- La Dominique
- La Gambie
- Le Ghana
- Haïti
- Le Kenya
- La Malaisie
- La Micronésie
- Le Rwanda
- Saint-Vincent-et-les Grenadines
- Le Suriname
- La Syrie

39 autres pays exigeront un visa électronique ou un visa à l'arrivée (par exemple, la Bolivie, le Vietnam, Cuba et le Nigéria).

## Aspect
Les passeports soudanais sont bleu foncé, avec un faucon doré au centre de la couverture. Sous le logo figurent le mot « passeport » et جواز سفر (en français : Passeport). Le passeport soudanais contient 62 pages et, l'arabe s'écrivant de droite à gauche, l'ouverture du passeport commence de droite à gauche. Les nouveaux passeports électroniques, quant à eux, sont bleu foncé, avec le même design que le passeport vert.
Les passeports soudanais sont délivrés en arabe et en anglais.

### Page d'identité
Dans le passeport électronique, les informations du titulaire apparaissent sur la première page, dans l'ordre suivant :
- Numéro de passeport
- Numéro national
- Lieu de délivrance
- Date de délivrance
- Date d'expiration
- Autorité de délivrance
- Une photo du titulaire (format 40 x 50 mm, prise avec des outils photo en ligne tels que 7ID, Visafoto, etc.)
- Code-barres (numéro de série + numéro de l'autorité de délivrance)
- Adresse (en arabe)
- Code de lecture automatique

## Types de passeports
Les passeports électroniques sont délivrés en trois catégories :
- Le passeport citoyen (passeport ordinaire) est délivré aux citoyens ordinaires et comporte 48 pages. Ce passeport est valable dix ans.
- Les hommes et femmes d'affaires qui voyagent fréquemment reçoivent un passeport commercial de 64 pages. Ce passeport est valable sept ans.
- Des passeports plus petits contenant 32 pages sont délivrés aux enfants.